# Kollergång
Kollergång var en äldre typ av krossmaskin. 

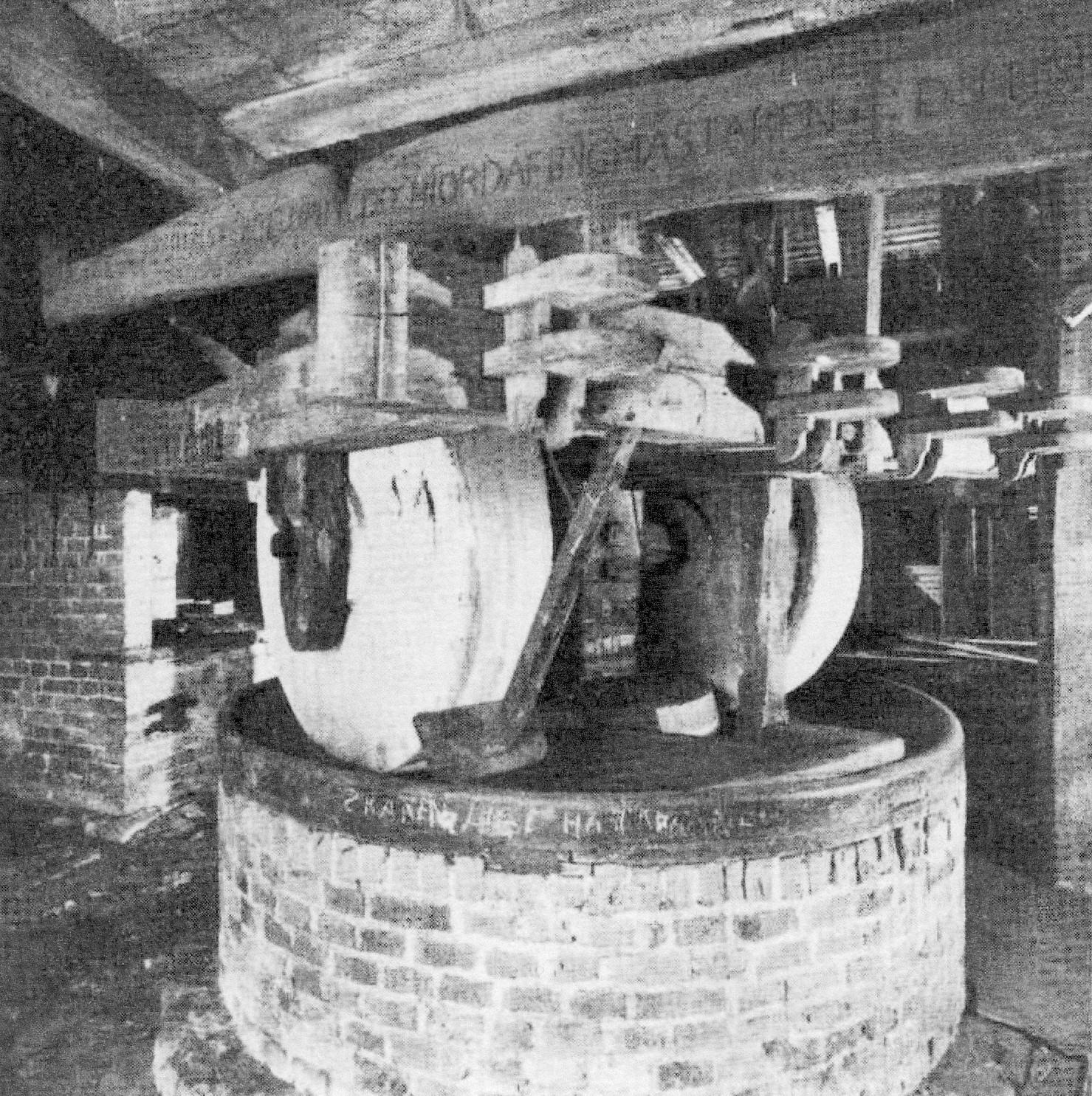
Waldemarsuddes oljekvarn med malverket (kollergången) på 1950-talet.

Anordningen bestod av två tunga hjul som löpte runt en vertikal axel och klämde och krossade godset mot ett runt malbord. En kraftkälla kunde, beroende på styrkan, driva flera enheter genom en gemensam axel.	
Kollergångar användes i en rad fabriker: I krutkvarnarna maldes krut, i eternitfabrikerna bearbetades asbesten genom samma metod, och i en annan anläggning pulvriserades gipsstenar för framställning av gipsskivor. I sulfitfabrikerna (grov)maldes pappersmassan under de rullande cylindrarna, och så vidare. Ett annat exempel är oljekvarnen på Waldemarsudde i Stockholm, där en väderkvarn drev en kollergång som mosade linfrön.